# Сусјед (тврђава)
Тврђава Сусјед се налазила у средњовјековној жупи Оногошт, на истоку касније Никшићке жупе. Име утврђења је очувано у називу оближње рјечице. У народу је, послије средњег вијека, његово право име пало у заборав и био је познат као „Јеринин град“ (услед везивања за познату легенду о „проклетој Јерини“). Помиње се у латинским повељама: „Susit honagust castello con lo contato“ (1444) „castrum Sozet“ (1448) и као „civitate Susied cum castris et pertinentiis“ (1454).